# Société de médecine de Paris
Pour les articles homonymes, voir SMP.
La Société de médecine de Paris est une société médicale indépendante, pluridisciplinaire (ouvertes aux enseignants, médecins hospitaliers ou praticiens, généralistes ou spécialistes, chirurgiens, biologistes, et vétérinaires) et à vocation de formation médicale continue. Durant les séances qu'elle tient, chacun peut librement s'exprimer, et des spécialistes et conférenciers sont amenés à faire des exposés de l'état des connaissances dans leurs domaines.

## Historique
L'association actuelle, reconnue d'utilité publique par le décret du 5 février 1878, est l'héritière de la Société de médecine de Paris fondée, le 2 germinal an IV (22 mars 1796), elle-même issue de la Société royale de médecine fondée en 1735 et dissoute à la Révolution française.
Après la Terreur, quelques hommes décidèrent de former une nouvelle Société ; à la sollicitation de Sédillot, le ministre les assura de son approbation, et le 29 ventôse an IV (19 mars 1796) la municipalité du IV arrondissement émit également un avis favorable. 
Le 2 germinal an IV (22 mars 1796), la « Société de santé de Paris » ouvrit sa première séance dans une des salles du Lycée des Arts, au Palais-Égalité, ci-devant Royal ; trente-trois assistants signèrent le procès-verbal, et parmi eux les députés Antoine-François Fourcroy et René-François Plaichard Choltière, anciens membres du Comité d'instruction publique de la Convention ; Noël-Gabriel-Luce Villar, l'accoucheur Baudelocque, Chaussier, Cadet-Devaux, Antoine Dubois, Desgenettes, Heurteloup, Halle, Portai, Sabatier, Vauquelin. L'Assemblée qui, prit le 27 pluviôse an V (15 février 1797) le nom de « Société de médecine de Paris », était organisée sur le plan de l'ancienne Société Royale : elle se réunissait tous les dix jours et tenait séance publique deux fois par an ; son bureau organisa des concours, décerna des prix et établit un service de consultations gratuites l'après-midi de chaque décade ; il publia aussi un bulletin et des mémoires.